# マーク・ウィッグルスワース
マーク・ウィッグルスワース（Mark Wigglesworth, 1964年7月19日 - ）は、イギリスの指揮者。

## 経歴
サセックス州の生まれ。王立音楽アカデミーなどで学ぶ。1989年キリル・コンドラシン国際指揮者コンクールで優勝。以後、ベルリン・フィルハーモニー管弦楽団、ロイヤル・コンセルトヘボウ管弦楽団、やロンドン交響楽団を始めとする欧米各地のオーケストラや歌劇場に客演している。1996年から2000年までBBCウェールズ・ナショナル管弦楽団首席指揮者、2024年からボーンマス交響楽団の首席指揮者を務める。